# Pain au cacao
Ne pas confondre avec Pain au chocolat et Pain coco.

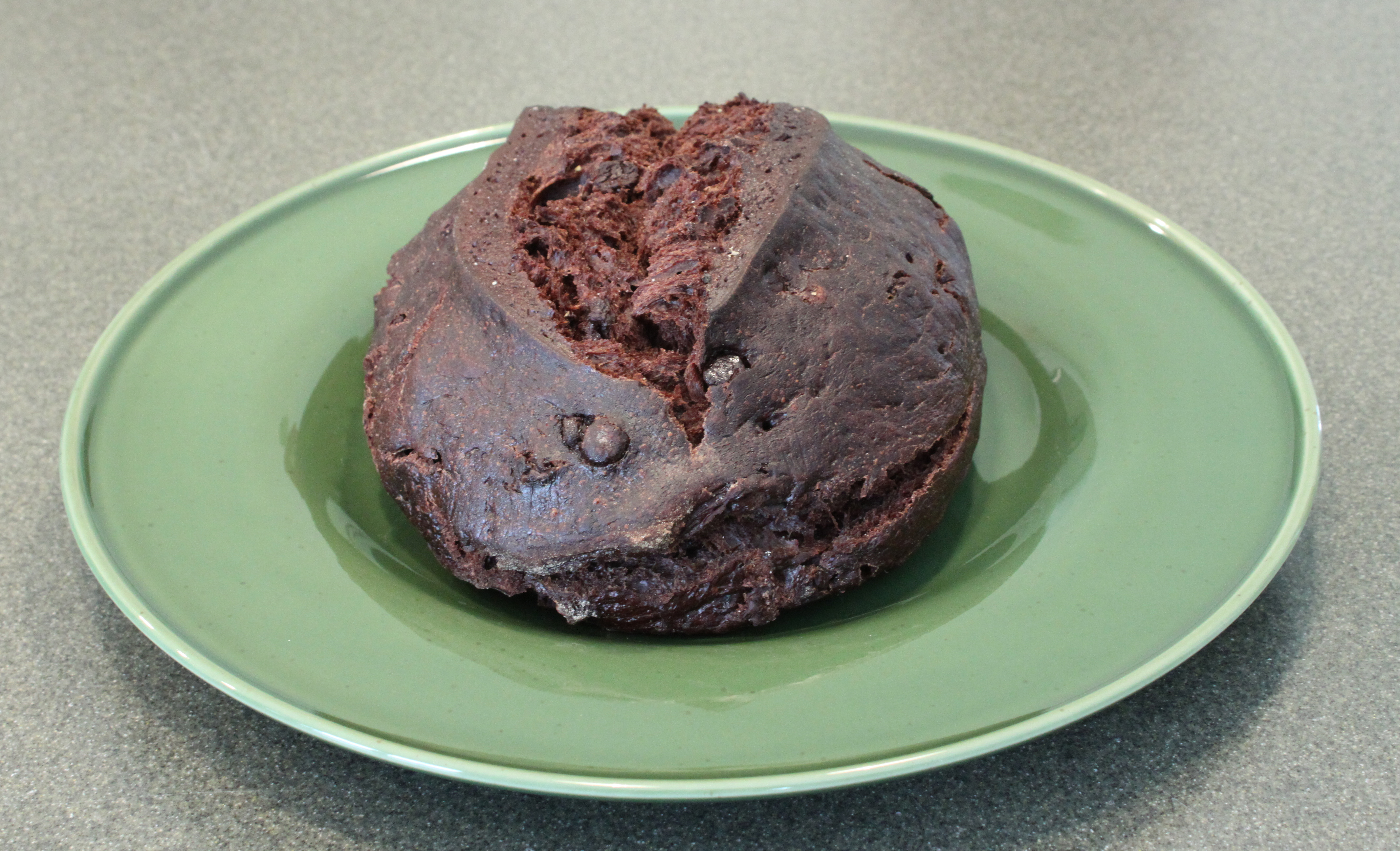
Un pain au cacao.

Le pain au cacao, également nommé tradition-chocolat (en référence à la baguette dite « tradition », dont il est une variante), est une spécialité fabriquée par les boulangers, notamment en France. Il se présente sous la forme d'un petit pain individuel, rond ou ovale, au goût de cacao et à la couleur marron foncé.

## Principe
Contrairement au pain au chocolat, qui est une viennoiserie, le pain au cacao est constitué de pain au levain. De la poudre de cacao est incorporée à la pâte à pain. Il peut être agrémenté de pépites de chocolat. Ce pain est sans sucre ajouté.
La recette du cocoa bread est publiée dès 1910 dans l'ouvrage culinaire Fleischmann's yeast (en), p. 11 sur 52,.
Selon le livre de recettes La Pâtisserie italienne de Jeni Wright, éditions Images, 1989, ce pain est d'origine italienne et se mange tartiné de mascarpone non sucré.

## Pour approfondir